# Муниципальное образование «Хареты»
Муниципальное образование «Хареты» — муниципальное образование со статусом сельского поселения в 
Нукутском районе Иркутской области России. Административный центр — Хареты.

## Демография
По результатам Всероссийской переписи населения 2010 года 
численность населения муниципального образования составила 1460 человек, в том числе 726 мужчин и 734 женщины.

## Населённые пункты
В состав муниципального образования входят населённые пункты
- Хареты
- Большебаяновская
- Васильевское
- Задоновская
- Большепобединская[2]